# Maria Leopoldina d'Asburgo
Maria Leopoldina d'Asburgo (Innsbruck, 6 aprile 1632 – Vienna, 7 agosto 1649) era figlia di Leopoldo V d'Austria, Gran Governatore del Tirolo, e Claudia de' Medici.

## Biografia
Maria Leopoldina era l'ultimogenita di Leopoldo V d'Austria, Gran Governatore del Tirolo, e Claudia de' Medici. Pochi mesi dopo esser venuta al mondo suo padre morì. Era la sorellastra di Vittoria Della Rovere.
Il governo del Tirolo toccò al fratello Ferdinando Carlo, sotto la reggenza della madre Claudia. In una lettera scritta a sua madre, Elisabetta Stuart, l'8 settembre 1641, Carlo Luigi del Palatinato descrisse le intenzioni di suo zio, Carlo I d'Inghilterra, e del cugino di Maria Leopoldina, l'imperatore Ferdinando III, per organizzare un matrimonio tra l'arciduchessa di 9 anni e se stesso; il matrimonio tra loro doveva porre fine a "tutti i rancori tra le nostre famiglie". Tuttavia, l'unione non ha mai avuto luogo.

## Matrimonio
Sposò a Linz il 2 Luglio 1648 l'imperatore Ferdinando III d'Asburgo. Tramite il matrimonio Maria Leopoldina divenne imperatrice, regina di Boemia e di Ungheria. Ferdinando era rimasto vedovo due anni prima di Maria Anna di Spagna, figlia del re Filippo III di Spagna, da cui aveva avuto sei figli.
Maria Leopoldina e Ferdinando III ebbero un figlio:
- Carlo Giuseppe d'Asburgo (7 agosto 1649-27 gennaio 1664)[1][8][9][10], vescovo di Olmütz, Passavia e Breslavia, Gran Maestro dell'Ordine Teutonico.

## Morte
Morì in seguito alle conseguenze del parto, soltanto un anno e un mese dopo il proprio matrimonio.
Le sue spoglie riposano ancora oggi a Vienna nella Kapuzinergruft. Ferdinando si risposò nel 1651 con Eleonora Gonzaga-Nevers, figlia di Carlo I di Gonzaga-Nevers, da cui ebbe altri quattro figli.

## Ascendenza
|                            |                     |                           | Genitori                         |  |  | Nonni |  |  | Bisnonni               |  |  | Trisnonni           |  |
|                            |                     |                           |                                  |  |  |       |  |  | Ferdinando I d'Asburgo |  |  | Filippo I d'Asburgo |  |
|                            |                     |                           |                                  |  |  |       |  |  | Ferdinando I d'Asburgo |  |  | Filippo I d'Asburgo |  |
|                            |                     | Giovanna di Castiglia     |                                  |  |  |       |  |  | Ferdinando I d'Asburgo |  |  |                     |  |
| Carlo II d'Austria         |                     |                           |                                  |  |  |       |  |  | Ferdinando I d'Asburgo |  |  |                     |  |
|                            |                     | Anna Jagellone            | Ladislao II di Boemia            |  |  |       |  |  |                        |  |  |                     |  |
|                            |                     | Anna Jagellone            | Ladislao II di Boemia            |  |  |       |  |  |                        |  |  |                     |  |
|                            |                     | Anna Jagellone            | Anna di Foix-Candale             |  |  |       |  |  |                        |  |  |                     |  |
| Leopoldo V d'Austria       |                     | Anna Jagellone            |                                  |  |  |       |  |  |                        |  |  |                     |  |
|                            |                     | Alberto V di Baviera      | Guglielmo IV di Baviera          |  |  |       |  |  |                        |  |  |                     |  |
|                            |                     | Alberto V di Baviera      | Guglielmo IV di Baviera          |  |  |       |  |  |                        |  |  |                     |  |
|                            |                     | Alberto V di Baviera      | Maria Giacomina di Baden         |  |  |       |  |  |                        |  |  |                     |  |
| Maria Anna di Baviera      |                     | Alberto V di Baviera      |                                  |  |  |       |  |  |                        |  |  |                     |  |
|                            |                     | Anna d'Asburgo            | Ferdinando I d'Asburgo           |  |  |       |  |  |                        |  |  |                     |  |
|                            |                     | Anna d'Asburgo            | Ferdinando I d'Asburgo           |  |  |       |  |  |                        |  |  |                     |  |
|                            |                     | Anna d'Asburgo            | Anna Jagellone                   |  |  |       |  |  |                        |  |  |                     |  |
| Maria Leopoldina d'Austria |                     | Anna d'Asburgo            |                                  |  |  |       |  |  |                        |  |  |                     |  |
|                            | Cosimo I de' Medici | Giovanni dalle Bande Nere |                                  |  |  |       |  |  |                        |  |  |                     |  |
|                            | Cosimo I de' Medici | Giovanni dalle Bande Nere |                                  |  |  |       |  |  |                        |  |  |                     |  |
|                            | Cosimo I de' Medici | Maria Salviati            |                                  |  |  |       |  |  |                        |  |  |                     |  |
| Ferdinando I de' Medici    | Cosimo I de' Medici |                           |                                  |  |  |       |  |  |                        |  |  |                     |  |
|                            |                     | Eleonora di Toledo        | Pedro Álvarez de Toledo y Zúñiga |  |  |       |  |  |                        |  |  |                     |  |
|                            |                     | Eleonora di Toledo        | Pedro Álvarez de Toledo y Zúñiga |  |  |       |  |  |                        |  |  |                     |  |
|                            |                     | Eleonora di Toledo        | María Osorio y Pimentel          |  |  |       |  |  |                        |  |  |                     |  |
| Claudia de' Medici         |                     | Eleonora di Toledo        |                                  |  |  |       |  |  |                        |  |  |                     |  |
|                            |                     | Carlo III di Lorena       | Francesco I di Lorena            |  |  |       |  |  |                        |  |  |                     |  |
|                            |                     | Carlo III di Lorena       | Francesco I di Lorena            |  |  |       |  |  |                        |  |  |                     |  |
|                            |                     | Carlo III di Lorena       | Cristina di Danimarca            |  |  |       |  |  |                        |  |  |                     |  |
| Cristina di Lorena         |                     | Carlo III di Lorena       |                                  |  |  |       |  |  |                        |  |  |                     |  |
|                            |                     | Claudia di Valois         | Enrico II di Francia             |  |  |       |  |  |                        |  |  |                     |  |
|                            |                     | Claudia di Valois         | Enrico II di Francia             |  |  |       |  |  |                        |  |  |                     |  |
|                            |                     | Claudia di Valois         | Caterina de' Medici              |  |  |       |  |  |                        |  |  |                     |  |
|                            |                     | Claudia di Valois         |                                  |  |  |       |  |  |                        |  |  |                     |  |